# La Femme du docteur Hanaoka
Pour les articles homonymes, voir Hanaoka.
Pour plus de détails, voir Fiche technique et Distribution.
La Femme du docteur Hanaoka (華岡青洲の妻, Hanaoka Seishū no tsuma) est un film japonais réalisé par Yasuzō Masumura et sorti en 1967. Ce long métrage est une adaptation du roman de l'écrivaine japonaise Sawako Ariyoshi : Kae ou les deux rivales.

## Synopsis
Dans le Japon de la fin du XVIIIe siècle, Kaé épouse par procuration Unpei Hanaoka, le fils du médecin de campagne Naomichi et d'Otsugi, parti faire des études de médecine à Kyoto. Elle s'installe donc chez ses beaux-parents où elle est bien accueillie durant les trois années que dure l'attente du retour du fils. Mais tout change lorsque le jeune médecin Unpei revient vivre et exercer dans la maison familiale, une rivalité s'installe entre Otsugi et Kaé, l'épouse de son fils.
De son côté, Unpei est obsédé par la mise au point d'un anesthésique qui lui permettrait de plonger ses patients dans un sommeil suffisamment profond et de les opérer sans qu'ils se réveillent, d'autant qu'il voit mourir ses sœurs Okatsu et Koriku du cancer sans qu'il puisse leur venir en aide. Il mène ses expérimentations tout d'abord sur des chats et des chiens pendant plusieurs années pour trouver les bons dosages avant d'envisager de se tourner vers des cobayes humains. Otsugi et Kaé, toujours rivales, se proposent toutes les deux pour tester l'anesthésique.
Grâces à elles, Unpei parvient à mettre au point sa formule, Kaé cependant perd la vue à cause d'effets indésirables de ces expérimentations. En 1804, Unpei réalise la première anesthésie générale au monde, et effectue une mastectomie sur un cancer du sein.

## Fiche technique
- Titre français : La Femme du docteur Hanaoka[1]
- Titre original : 華岡青洲の妻 (Hanaoka Seishū no tsuma?)
- Réalisation : Yasuzō Masumura
- Scénario : Kaneto Shindō d'après le roman Kae ou les deux rivales de Sawako Ariyoshi[2]
- Photographie : Setsuo Kobayashi
- Montage : Kanji Suganuma
- Musique : Hikaru Hayashi
- Producteurs : Masaichi Nagata
- Sociétés de production : Daiei
- Pays d'origine :  Japon
- Langue originale : japonais
- Format : noir et blanc — 2,35:1 — 35 mm — son mono
- Genre : drame
- Durée : 100 min[3] (métrage : neuf bobines - 2 721 m[3])
- Date de sortie :
  - Japon : 20 octobre 1967[3]

## Distribution

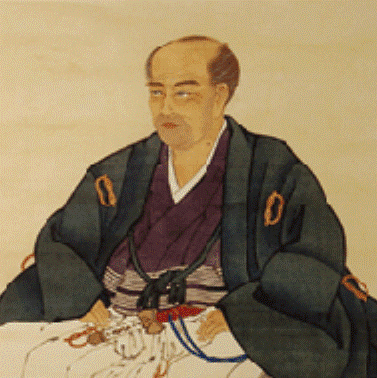
Hanaoka Seishū (1760-1835).

- Raizō Ichikawa : Seishū 'Unpei' Hanaoka
- Ayako Wakao : Kae, sa femme
- Hideko Takamine : Otsugi, la mère d'Unpei
- Yūnosuke Itō : Naomichi Hanaoka, le père d'Unpei
- Chisako Hara : Okatsu, sœur aînée d'Unpei
- Misako Watanabe : Koriku, sœur d'Unpei
- Taketoshi Naitō : Sajibei Imose, le père de Kae
- Yatsuko Tan'ami : la mère de Kae
- Chieko Naniwa : Tami, la nourrice de Kae
- Shōzō Nanbu : le grand-père de Kae
- Saburō Date : Ryoan Shimomura, assistant de Naomichi puis d'Unpei
- Gen Kimura : un apprenti d'Unpei
- Kenzō Tabu : un marchand
- Haruko Sugimura : la narratrice

## Récompenses et distinctions
- 1968 : prix Kinema Junpō du meilleur acteur pour Raizō Ichikawa[4]